# Ravenna Calcio 2009-2010
Questa pagina raccoglie le informazioni riguardanti il Ravenna Calcio nelle competizioni ufficiali della stagione 2009-2010.

## Stagione
Nella stagione 2009-2010 il Ravenna disputa il girone B del campionato di Lega Pro di Prima Divisione, raccoglie 40 punti con il tredicesimo posto, evitando i Play-out, ma solo per differenza reti nei confronti delle pugliesi Andria e Foggia, che poi si sono comunque salvate vincendo gli spareggi. Tre allenatori si sono alternati alla guida del Ravenna, raggiungendo il traguardo minimo di mantenere la categoria. Miglior marcatore stagionale ravennate è stato Federico Piovaccari che con 14 reti ha vinto la classifica dei marcatori del girone B, affiancato da Cristian Altinier del Portogruaro, che è stata la grande sorpresa del campionato, conquistando la Serie B diretta, mentre dai Play-off è salito tra i cadetti il Pescara. Il Ravenna quarto con 27 punti al termine del girone di andata, ha compromesso tutto con un girone di ritorno molto negativo, una sola vittoria (2-1) ottenuta sul Potenza, molti pareggi, ed un finale al cardiopalmo. Nella Coppa Italia maggiore il Ravenna nel primo turno ha superato (3-2) il Giulianova, poi nel secondo turno è uscito dal torneo perdendo (1-0) a Brescia. Nella Coppa Italia di Lega Pro ad ottobre, i giallorossi sono subito eliminati da torneo per mano del Perugia, che si impone (1-0) al Curi.

## Rosa
| N. |                      | Ruolo | Calciatore          |
| -- | -------------------- | ----- | ------------------- |
|    | Italia (bandiera)    | P     | Luca Anania         |
|    | Italia (bandiera)    | D     | Fabrizio Anzalone   |
|    | Brasile (bandiera)   | D     | Josias Lisboa Basso |
|    | Italia (bandiera)    | D     | Roberto Biserni     |
|    | Italia (bandiera)    | C     | Matteo Cavagna      |
|    | Italia (bandiera)    | D     | Sandro Ciuffetelli  |
|    | Argentina (bandiera) | C     | Lucas Correa        |
|    | Italia (bandiera)    | D     | Gianluca Fasano     |
|    | Italia (bandiera)    | C     | Simone Felci        |
|    | Italia (bandiera)    | D     | Stefano Ferrario    |
|    | Albania (bandiera)   | A     | Brian Filipi        |
|    | Camerun (bandiera)   | C     | Divine Fonjock      |
|    | Italia (bandiera)    | A     | Luca Gerbino Polo   |

| N. |                    | Ruolo | Calciatore             |
| -- | ------------------ | ----- | ---------------------- |
|    | Italia (bandiera)  | C     | Fabio Marco Giordano   |
|    | Brasile (bandiera) | C     | Douglas Ricardo Packer |
|    | Italia (bandiera)  | A     | Federico Piovaccari    |
|    | Italia (bandiera)  | C     | Luca Riberto           |
|    | Italia (bandiera)  | D     | Antonio Rizzo          |
|    | Italia (bandiera)  | C     | Lorenzo Rossetti       |
|    | Italia (bandiera)  | P     | Gian Maria Rossi       |
|    | Italia (bandiera)  | D     | Roberto Sabato         |
|    | Italia (bandiera)  | A     | Stefano Scappini       |
|    | Italia (bandiera)  | C     | Paolo Sciaccaluga      |
|    | Italia (bandiera)  | D     | Mattia Serafini        |
|    | Italia (bandiera)  | C     | Tommaso Squillace      |
|    | Brasile (bandiera) | C     | Robson Machado Toledo  |

## Risultati

### Campionato

#### Girone di andata
| Arbitro: | Tramontina (Udine) |

|  |           |                 |
|  | Marcatori | 45’ Ciuffetelli |

| Arbitro: | Baratta (Salerno) |

|           |           |          |
| Packer 7’ | Marcatori | 35’ Arma |

| Arbitro: | Di Paolo (Avezzano) |

|              |           |                |
| De Cesare 6’ | Marcatori | 42’ Piovaccari |

| Arbitro: | Viti (Campobasso) |

|                |           |            |
| Scappini 90+2’ | Marcatori | 61’ Corona |

| Arbitro: | Del Giovane (Albano Laziale) |

|             |           |                         |
| Goretti 32’ | Marcatori | 18’ Rossetti 71’ Packer |

| Arbitro: | Bagalini (Fermo) |

|  |           |                |
|  | Marcatori | 91’ Ceccarelli |

| Arbitro: | Zonno (Bari) |

|              |           |  |
| Bernardo 54’ | Marcatori |  |

| Arbitro: | Palazzino (Ciampino) |

|                                      |           |             |
| Cavagna 9’ Piovaccari 23’ Toledo 52’ | Marcatori | 67’ Temelin |

| Arbitro: | Colasanti (Siena) |

|                              |           |              |
| Ganci 24’ Bonanni 57’ (rig.) | Marcatori | 45’ Anzalone |

| Arbitro: | Santonocito (Abbiategrasso) |

|                            |           |  |
| Ciuffetelli 45’ Packer 77’ | Marcatori |  |

| Arbitro: | Bolano (Livorno) |

|             |           |  |
| Docente 32’ | Marcatori |  |

| Arbitro: | Gallo (Barcellona Pozzo di Gotto) |

|                                      |           |                |
| Piovaccari 62’, 73’ Gerbino Polo 71’ | Marcatori | 83’ D. Bettini |

| Arbitro: | Irrati (Pistoia) |

|             |           |  |
| Noviello 1’ | Marcatori |  |

| Arbitro: | Merlino (Udine) |

|  |           |              |
|  | Marcatori | 89’ Scappini |

| Arbitro: | Barbeno (Brescia) |

|                                      |           |                |
| Piovaccari 22’, 34’ Gerbino Polo 28’ | Marcatori | 51’ Biancolino |

| Arbitro: | Soricaro (Barletta) |

|            |           |  |
| Masini 76’ | Marcatori |  |

| Arbitro: | Bergher (Rovigo) |

|                                  |           |                 |
| Scappini 48’ Piovaccari 79’, 90’ | Marcatori | 77’ Mastrolilli |

#### Girone di ritorno
| Arbitro: | Giacomelli (Trieste) |

|                  |           |              |
| Gerbino Polo 19’ | Marcatori | 71’ Altinier |

| Ferrara 10 gennaio 2010 19ª giornata | SPAL               | 0 – 0 | Ravenna | Stadio Paolo Mazza\| Arbitro: \| Barbiero (Vicenza) \| |
| Arbitro:                             | Barbiero (Vicenza) |       |         |                                                        |

| Arbitro: | Del Giovane (Albano Laziale) |

|                                 |           |           |
| Gerbino Polo 38’ Scappini 90+1’ | Marcatori | 62’ Manno |

| Arbitro: | De Faveri (San Donà di Piave) |

|           |           |  |
| Bolzan 9’ | Marcatori |  |

| Ravenna 31 gennaio 2010 22ª giornata | Ravenna             | 0 – 0 | Foggia | Stadio Bruno Benelli\| Arbitro: \| Di Paolo (Avezzano) \| |
| Arbitro:                             | Di Paolo (Avezzano) |       |        |                                                           |

| Arbitro: | Merchiori (Ferrara) |

|                          |           |           |
| Di Gennaro 69’ Cangi 80’ | Marcatori | 71’ Felci |

| Arbitro: | Magno (Catania) |

|                             |           |                       |
| Scappini 24’ Piovaccari 90’ | Marcatori | 62’ Radi 88’ Turienzo |

| Arbitro: | Barbeno (Brescia) |

|                        |           |                      |
| Alessi 4’ P. Rossi 45’ | Marcatori | 29’ Felci 80’ Toledo |

| Arbitro: | Paparazzo (Catanzaro) |

|                |           |            |
| Piovaccari 82’ | Marcatori | 6’ Inglese |

| Arbitro: | Merlino (Udine) |

|                                      |           |                           |
| Campagnacci 24’ Schneider 74’ (rig.) | Marcatori | 37’ Correa 85’ Piovaccari |

| Arbitro: | Di Francesco (Teramo) |

|                  |           |                       |
| Gerbino Polo 60’ | Marcatori | 25’ Nolé 30’ G. Tulli |

| Arbitro: | Barbiero (Vicenza) |

|                          |           |                |
| César 72’ Dall'Acqua 81’ | Marcatori | 89’ Piovaccari |

| Arbitro: | Viti (Campobasso) |

|  |           |              |
|  | Marcatori | 76’ Noviello |

| Arbitro: | Sguizzato (Verona) |

|                 |           |          |
| Ciuffetelli 81’ | Marcatori | 21’ Tomi |

| Arbitro: | Cafari Panico (Cassino) |

|                           |           |                     |
| Danti 48’ De Pascalis 56’ | Marcatori | 38’, 41’ Piovaccari |

| Arbitro: | Gallo (Barcellona Pozzo di Gotto) |

|  |           |                        |
|  | Marcatori | 18’ (aut.) Sciaccaluga |

| Andria 9 maggio 2010 34ª giornata | Andria BAT        | 0 – 0 | Ravenna | Stadio degli Ulivi\| Arbitro: \| Baratta (Salerno) \| |
| Arbitro:                          | Baratta (Salerno) |       |         |                                                       |

## Coppa Italia
| Arbitro: | Peretti (Verona) |

|                                           |           |                               |
| Scappini 58’ Cavagna 69’ Piovaccari 90+3’ | Marcatori | 44’ Campagnacci 54’ Carbonaro |

| Arbitro: | Romeo (Verona) |

|             |           |  |
| Salamon 72’ | Marcatori |  |

### Coppa Italia Lega Pro
| Arbitro: | Liotta (Caltanissetta) |

|             |           |  |
| Martini 53’ | Marcatori |  |